# Forum per il progresso e lo sviluppo del Sud America
Il Forum per il progresso e lo sviluppo del Sud America, noto anche con l'acronimo spagnolo PROSUR (in spagnolo Foro para el Progreso y Desarrollo de América del Sur (PROSUR); in portoghese Fórum para o Progresso e Desenvolvimento da América do Sul (PROSUL); in inglese Forum for the Progress and Development of South America (FPDSA)), è un'iniziativa di Sebastián Piñera e Iván Duque Márquez, per la creazione di un organismo di integrazione in sostituzione dell'Unione delle nazioni sudamericane (UNASUR). 
Si caratterizza per essere una risposta politica di destra all'UNASUR, organizzazione internazionale entrata in crisi all'inizio del 2017, in seguito al sorgere di una serie di non componibili conflitti diplomatici fra i Paesi membri, riguardanti principalmente la modalità di tenuta delle relazioni internazionali con la dittatura di Nicolás Maduro in Venezuela, sfociati nella creazione del cosiddetto Gruppo di Lima nell'agosto 2017, formato da Argentina, Brasile, Cile, Colombia, Paraguay e Perù, che ha denunciato come intollerabile l'antidemocraticità del regime venezuelano.
Nelle parole del presidente colombiano Iván Duque Márquez, pronunciate il 14 gennaio 2019, PROSUR sarebbe "un meccanismo sudamericano di coordinamento delle politiche pubbliche, in difesa della democrazia, dell'indipendenza dei poteri, dell'economia di mercato, dell'agenda sociale, con la sostenibilità e con la dovuta applicazione". Il 18 febbraio 2019, il presidente del Cile, Sebastián Piñera, ha affermato che "questo nuovo forum sarà aperto a tutti i paesi sudamericani che soddisfano due requisiti: piena validità dello Stato di diritto e pieno rispetto delle libertà e dei diritti umani".

## Vertici
| Numero | Data             | Luogo                   | Presidente         |
| ------ | ---------------- | ----------------------- | ------------------ |
| I      | 22 marzo 2019    | Cile, Santiago del Cile | Sebastián Piñera   |
| II     | 12 dicembre 2020 | Virtuale                | Sebastián Piñera   |
| III    | 27 gennaio 2022  | Colombia, Cartagena     | Iván Duque Márquez |

### L'Incontro dei Presidenti del Sud America

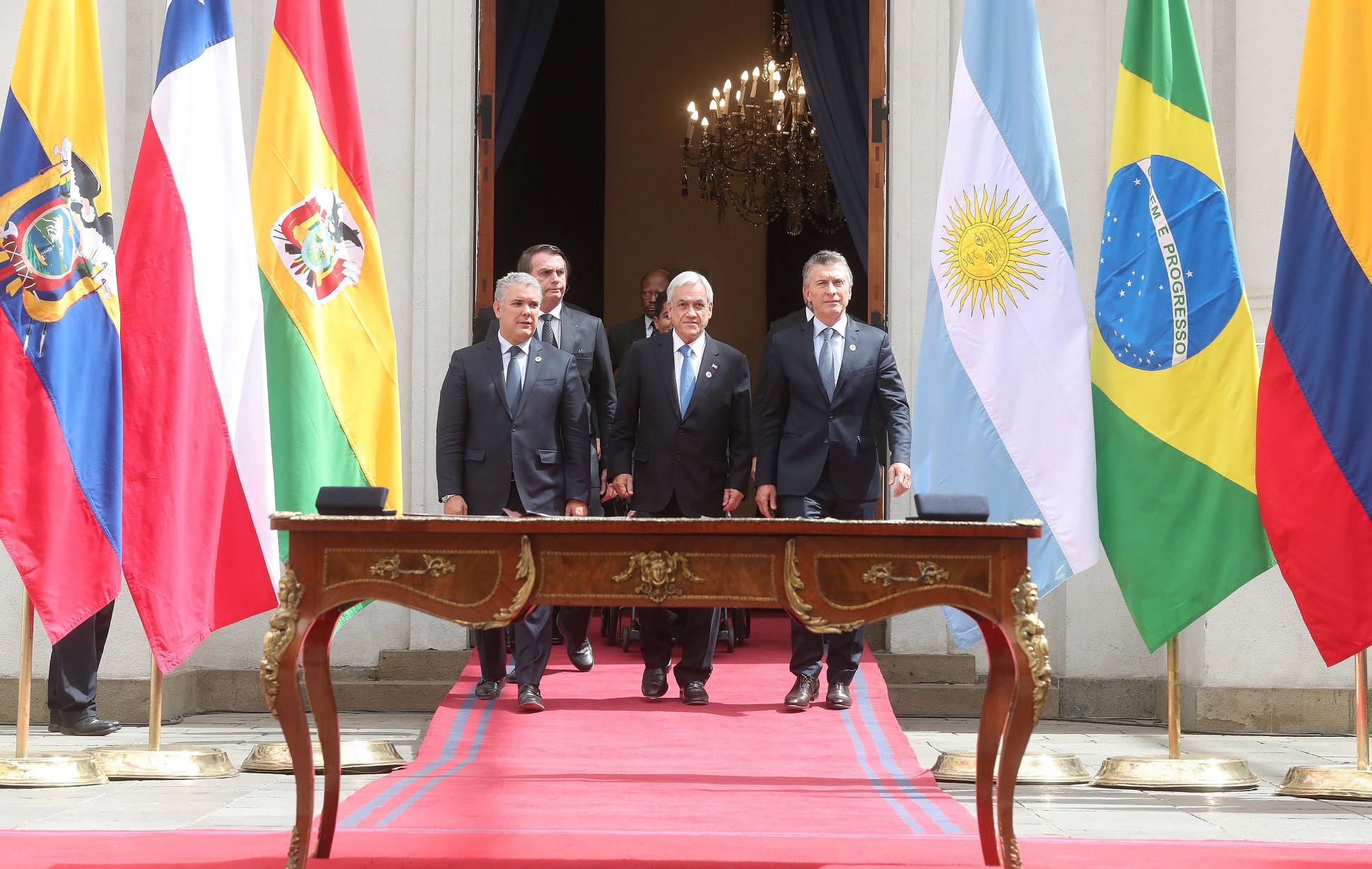
I presidenti Iván Duque Márquez, Sebastián Piñera, Mauricio Macri, Jair Bolsonaro nel 2019, durante il Forum per il progresso e lo sviluppo del Sud America.

Il primo vertice di PROSUR si è svolto il 22 marzo 2019 a Santiago del Cile ed ha assunto la denominazione di Incontro dei Presidenti del Sud America e si è chiuso con la sottoscrizione, da parte dei presidenti di Argentina, Brasile, Cile, Colombia, Ecuador, Paraguay, Perú e dell'ambasciatore della Guyana in Cile, della Dichiarazione di Santiago per il rinnovamento e il rafforzamento del Sud America (in spagnolo Declaración de Santiago para la renovación y el fortalecimiento de América del Sur), che ha formalizzato l'avvio del processo di creazione di PROSUR.

## Presidenti
| Numero | Presidente         | Foto | Paese    | Inizio           | Fine             |
| ------ | ------------------ | ---- | -------- | ---------------- | ---------------- |
| 1      | Sebastián Piñera   |      | Cile     | 22 marzo 2019    | 12 dicembre 2020 |
| 2      | Iván Duque Márquez |      | Colombia | 12 dicembre 2020 | 27 gennaio 2022  |
| 3      | Mario Abdo Benítez |      | Paraguay | 27 gennaio 2022  | in carica        |